# Linia kolejowa Tröglitz – Zeitz
Linia kolejowa Tröglitz – Zeitz – zlikwidowana linia kolejowa w niemieckim kraju związkowym Saksonia-Anhalt, łącząca dworzec towarowy Zeitz z linią kolejową Zeitz – Altenburg.

## Historia
Linia została otwarta 1 grudnia 1913 r. przez przedsiwbiorstwo Königlich Sächsischen Staatseisenbahnen. Linią kursowały pociągi towarowe z oraz do Altenburga.
W 2009 r. spółka DB Netz podjęła decyzję o wyłączeniu linii z eksploatacji z dniem 30 września 2009 r.

## Przebieg linii
Linia rozpoczynała się w Tröglitz odgałęzieniem od linii Zeitz – Altenburg, następnie przebiegała w kierunku północno-zachodnim i przekraczała rzekę Białą Elsterę. Przy nastawni Zn do linii dochodziła linia z Weißenfels, która także kończyła bieg na dworcy w Zeiz. Do 1 stycznia 1955 r. na wysokości mostu nad Elsterą (2,95 km) znajdowała się granica zarządu dyrekcji kolei w Halle (Saale) i dyrekcji w Erfurcie.